# ضريبة الطاقة
ضريبة الطاقة هي ضريبة تزيد من سعر الطاقة. شملت الحجج المؤيدة لضرائب الطاقة السعي لتحقيق أهداف الاقتصاد الكلي، على سبيل المثال، تخفيض العجز المالي في التسعينيات، وكذلك الفوائد البيئية، أي تقليل التلوث. يتمثل الضعف في ضرائب الطاقة في أنها تفرض عبئًا (أو تكلفة) في شكل انخفاض الناتج الاقتصادي والعمالة.